# كليمنت جايلز
كليمنت جايلز (بالإنجليزية: Clement Giles)‏ هو فلاح وتاجر وسياسي بريطاني وأسترالي (وحمل سابقاً جنسية المملكة المتحدة لبريطانيا العظمى وأيرلندا)، ولد في 21 فبراير 1844 في أديلايد في أستراليا، وتوفي في 19 يوليو 1926 في إنجلترا في المملكة المتحدة. حزبياً، نشط في National Defence League (Australia) ‏. وقد انتخب عضو مجلس النواب جنوب أستراليا من الجمعية عن دائرة Electoral district of Frome ‏ وقد انضم خلال فترته النيابية (6 أبريل 1887 – 2 مايو 1902)  للكتلة البرلمانية National Defence League (Australia) ‏.